# Mytologie Hvězdné brány

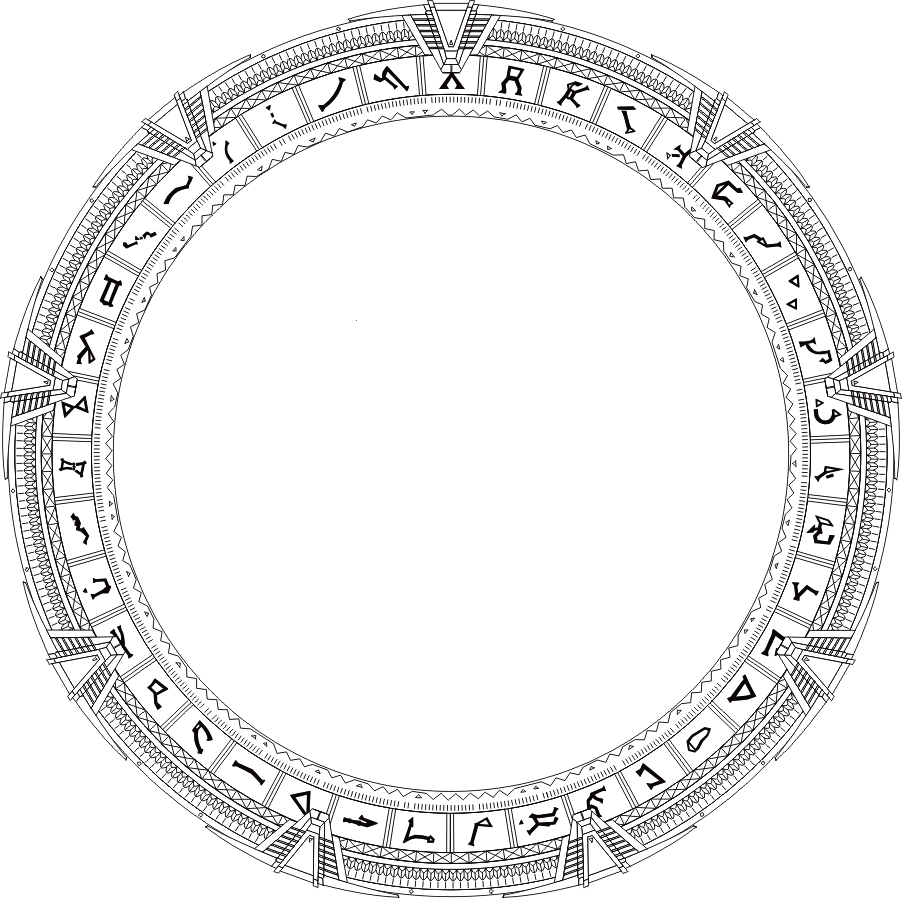
Hvězdná brána

Ve fiktivním světě Hvězdné brány lidé ze Země kontaktují řadu mimozemským ras a civilizací během jejich cestování napříč galaxií prostřednictvím Hvězdné brány. Ve Hvězdné bráně jsou lidé rozšířeným druhem na řadě planet důsledkem zásahů mimozemských ras a civilizací. V seriálu Hvězdná brána byla většina těchto obyvatel na cizí planety přenesena Goa'uldy, aby pro ně vykonávali otrockou práci. Postupem času zanechali goa'uldi tyto obyvatele svému osudu. Obvykle když byly vyčerpány zásoby drahocenného fiktivního minerálu naquahdahu. Některé z těchto mimozemských lidských civilizací se vyvinuli technologicky mnohem vice než Země. Lidské rasy galaxie Pegasus jsou produktem Antického rozsévání života a jsou zřídkakdy technologicky pokročilé, protože Wraithové zničí každou civilizaci, která by mohla mít potenciál stát se hrozbou. V galaxii Oriů je také velké množství lidí, kteří posilují Orie skrze náboženské uctívání.
Mezi nejdůležitější druhy ve Hvězdné bráně patří Tau'ri, Goa'uldi, Asgardi, Replikátoři. V seriálu Hvězdná brána: Atlantida, umístěné v galaxii Pegasus, se objevily rasy Wraithů, Antiků, Asuranů a Athosianů. Jedna z nejmocnějších ras ve Hvězdné bráně, Antikové, se povznesli na vyšší úroveň bytí, tzn. dokáží existovat ve formě čisté energie. Z praktických důvodů většina civilizací a ras ve Hvězdné bráně hovoří anglicky, protože by bylo významnou překážkou, kdyby se musela značná část každé epizody věnovat komunikaci s cizími druhy.

## Shrnutí příběhů

### Hvězdná brána
Děj seriálu Hvězdná brána probíhá nejčastěji v galaxii Mléčná dráha. Brad Wright a Jonathan Glassner se pokoušeli zůstat věrni filmu, ale také chtěli, aby seriál Hvězdná brána byl svým způsobem jedinečný. Děj seriálu se postupně od děje filmu vzdaluje a vyvinul si svou vlastní vlastní jedinečnou mytologickou strukturu. Seriál Hvězdná brána je postaven na hybridní egyptské mytologii, ve které jsou přimíchány další historické mytologie. Seriálem se prolíná Egyptská mytologie (egyptští bohové Apep/Apophis a Anubis jako Goa'uldští darebáci), Severská mytologie (bůh Thór jako Asgardký spojenec), Artušovská legenda (Merlin jako Antický spojenec) a mnoho jiných mytologií jako řecká, římská, africká (Olokun) a mayská mytologie.

### Hvězdná brána: Atlantida
Děj seriálu Hvězdná brána: Atlantida je umístěn do galaxie Pegasus. Expedice ze Země, která se vydala hledat ztracené město Antiků, Atlantidu, přičemž narazí na nepřátelskou rasu, Wraithy, se kterou bojovali Antikové před více než deseti tisíci lety. Antikové válku prohrávali a proto ponořili své město na dno oceánu, aby jej zachovali pro svůj případný návrat. Lidem ze Země se podaří najít nové technologie, s jejichž pomocí se pouští do boje s nepřátelskou rasou Wraithů.

### Hvězdná brána: Hluboký vesmír
Seriál Hvězdná brána: Hluboký vesmír se odehrává na Antické vesmírné lodi Destiny. Destiny byla součástí Antického experimentu osévání vesmíru Hvězdnýni bránami, který probíhal před miliony let. Antikové vyslali před Destiny jiné lodě, které osévaly vesmír Hvězdnými bránami a Destiny vyslali s předem naprogramovaným kursem, aby prozkoumala tyto galaxie. Destiny však byla zanechaná bez posádky, protože se Antikové povznesli. Pro dosažení Destiny by se adresa zadaná na hvězdné bráně musela skládat z devíti symbolů. Seriál začíná tím, že tým vojáků a vědců ze Země procházejí skrze Hvězdnou bránu poté, co je jejich základna napadena a projdou na Destiny. Neschopni se vrátit na Zemi, musí se postarat sami o sebe na palubě lodi v dalekém vesmíru.

## Technologie

### Hvězdná brána
Hvězdná brána je fiktivní zařízení, které umožňuje téměř okamžitý přesun mezi dvěma místy v galaxii nebo do jiných galaxií, dokonce i na antickou loď Destiny, která rozšiřuje síť Hvězdných bran na "okraji" vesmíru. První Hvězdná brána se objevila ve filmu Hvězdná brána z roku 1994 a následně v seriálech Hvězdná brána, Hvězdná brána: Atlantida. V těchto seriálech je Hvězdná brána součástí zápletky umožňující hlavním postavám navštívit cizí planety bez potřeby kosmické lodi nebo nějaké jiné fiktivní technologie.
Uvnitř fiktivního světa Hvězdné brány jsou Hvězdné brány velké kovové kruhy s devíti "zámky" rozloženými rovnoměrně kolem jejich obvodu. Dvojice Hvězdných bran fungují vytvářením stabilní červí díry mezi nimi, dovolující jednostranné cestování skrze ně. Symboly na vnitřním kruhu Hvězdné brány odpovídají souhvězdím a slouží k mapování souřadnic různých cílových planet. Typická Hvězdná brána měří 6,7 m (22 stop) v průměru, váží 29 000 kg (64 000 liber), a je zhotovená z fiktivního těžkého minerálu naquahdahu. Hvězdné brány byly vytvořeny před miliony lety cizí rasou známou jako Antikové; jejich moderní historie začíná, když egyptolog Daniel Jackson dešifruje způsob jejich fungování ve filmu Hvězdná brána.

## Rasy ve Hvězdné bráně

### Antikové
Antikové jsou původní stavitelé sítě hvězdných bran. Již od počátku seriálu jsou povznesenými bytostmi bez tělesné formy na vyšší úrovni existence. Lidé na Zemi jsou "druhá evoluce" Antiků. Antikové (původně známí jako Alterané) kolonizovali galaxii Mléčná dráha před miliony lety a vybudovali velkou říši. Kolonizovali také galaxii Pegasus a rozeseli tam život, předtím, než byli vyhnáni Wraithy. Civilizace Antiků v Mléčné dráze byla zdecimována před tisíci lety epidemií, a ti, kteří se nepovznesli, již vymřeli. Až na několik výjimek, povznesení Antikové dodržují zásadu svobodné vůle a odmítají zasahovat do záležitostí nižších úrovní existence.
Antikové byli malé procento populace Alteranů. Ostatní Alterané se soustředili spíše na náboženské záležitosti než na vědecký pokrok. Při povznesení na vyšší úroveň existence objevili způsob jak získat sílu přesvědčováním lidí, aby se vzdali své vůle dle přání povznesených. Oriové vytvořili náboženství Počátek, aby získali sílu z lidí, kteří jejich náboženství praktikovali. Převorové, misionáři náboženství Počátku, se pokusili násilně nastolit jejich systém víry v galaxii Mléčná dráha. Jejich způsoby konverze přinesly zastrašování, teror a následky. Lidé ze Země vehementně bojovali proti této utiskující síle a povzbuzovali lidi v Mléčné dráze, aby bránili své kutury a víry. Povznesení Antikové se do tohoto boje nezapojili a tím dovolili lidem ze Země udržovat svou roli hrdinných ochránců.

### Ascheni
Ascheni jsou rasa nevýrazných humanoidů bez smyslu pro humor. Používají pokročilé technologie. Ascheni obývají planetu P4C-970. Civilizacím, s kterými se setkají, obvykle přinesou prosperitu - ale zároveň je vyhubí pomocí sterilizace.
V díle Rok 2010 to zjistí Samantha Carterová s pomocí doktorky Janet Fraserové. A opakovaně ještě v epizodě Rok 2001.

### Asgardi
Asgardi jsou shovívavá a mírumilovná rasa, která, podle mytologie Hvězdné brány, dala vzniknout severské mytologii na Zemi a inspirovala popisy mimozemšťanů z Roswellu. Asgardi se již nedokáží rozmnožovat, a proto se udržují tím, že přenášejí své vědomí do nových klonovaných těl. Se svojí velmi pokročilou technikou, kterou hrozí zakročit, ochraňují mnoho planet v Mléčné dráze před útokem Goa'uldů, včetně Země. Poskytují Zemi také některé své vědomosti a pomáhají při vývoji pozemské technologie. Jejich hlavním protivníkem v seriálu je mechanická rasa replikátorů, proti kterým jim v několika případech pomáhá i tým SG-1. V důsledku degenerativních změn při opakovaném klonování, se Asgardi rozhodnou na konci seriálu zničit celou svojí civilizaci. Malá osamocená skupina Asgardů, známí jako Vanirové, žijící v galaxii Pegasus, byla schopna zpomalit degeneraci při klonování při experimentech s lidmi.

### Asurané
Je to umělá forma života skládající se z nanitů, která se poprvé objevila ve 3. sérii seriálu Hvězdná brána: Atlantida. Jsou podobní lidské formě replikátorů ze seriálu Hvězdná brána. Asurané byli vytvořeni Antiky pro boj proti Wraithům, ale nakonec byli opuštěni, protože byli příliš nebezpeční. Extrémně aktivní nanity se rozvíjely a vybudovali pokročilou civilizaci. Ve 4. sérii seriálu Hvězdná brána: Atlantida, aktivuje Rodney McKay Asuranský útočný kód, který přikazuje útočit na Wraithy. Toto se však ukáže velmi nebezpečné pro lidi z galaxie Pegasus, protože Asurané se rozhodnou, že nejlepší strategie v boji s Wraithy je nechat Wraithy vyhladovět eliminací veškerého života v galaxii.

### Drony
Drony jsou robotické válečné systémy s útočnými bezpilotními loděmi a mateřskými loděmi, které je ovládají. Zdá se, že napadají a ničí všechny cizí kosmické lodě. Posádka lodi Destiny se domnívá, že jejich mateřská civilizace je dávno mrtvá, a že jen prostě plní své poslání zničit všechny cizí technologie.

### Furlingové
Furlingové byli zmínění v epizodě Pátá rasa jako jeden z členů Aliance čtyř ras, ale mimo to se v seriálu neobjevují. V  epizodě Ztracený ráj dovede Harry Maybourne SG-1 k furlingskému teleportačnímu zařízení, kterým se dostane s Jackem O'Neillem na utopickou kolonii. Tam ale zjistí, že její obyvatelé z důvodu pojídání jakési místní rostliny již dávno vymřeli.

### Goa'uldi
Goa'uldi jsou dominantní rasa v Mléčné dráze a prvořadí protivníci lidí v 1. až 8. sérii seriálu Hvězdná brána SG-1. Je to parazitní druh, který se podobá hadům, kteří se mohou zavrtat do lidského krku a omotat se okolo páteře hostitele. Goa'uldský symbiont pak řídí tělo i mysl svého hostitele, a to mu poskytuje dlouhověkost a dokonalé zdraví. Tisíce let dříve, vládli Goa'uldi na Zemi, maskující se jako bohové starověkých mytologií. Goa'uldi přesídlili po celé galaxii mnoho lidí, kteří jim sloužili jako otroci a hostitelé. Vytvořili Jaffy, kteří jim slouží jako inkubátory pro jejich larvy a jako jejich armáda. Nejmocnější Goa'uldi v galaxii jsou známí jako Vládci soustavy.
Goa'uldi jsou první a nejprominentnější mimozemská rasa, se kterou se setkali v SGC a také jeden z mála nehumanoidních druhů, který se objeví na začátku seriálu. Goa'uldi představují zlo, které předstírá, že jsou bohové a nutí lidi podrobit se jejich pseudonáboženským názorům.

### Noxové
Jeden z členů aliance čtyř velkých ras Noxové, jsou lidé vypadající jako skřítci z pohádky, se kterými se setkal tým SG-1 na planetě P3X-774 v epizodě Noxové. Nechtějí mít nic společného s lidmi, na které pohlížejí jako na "mladé a mající se hodně co učit". Noxové se dožívají stovek let a mají velkou touhu po moudrosti a pochopení. Jsou extrémní pacifisté a nikdy nepoužívají násilí z jakéhokoliv důvodu, dokonce ani na svojí obranu. Protože mají schopnost učinit sebe a další objekty neviditelnými a nedotknutelnými, právě tak jako schopnost vzkřísit mrtvé, nikdy nepotřebují bojovat. Mají také schopnost aktivovat červí díru Hvězdné brány bez použití DHD. Ačkoli se navenek zdají být primitivními lesními obyvateli, mají pokročilou technologii, přesahující technologii Goa'uldů, zahrnující plovoucí města. Noxové se také objevili v epizodách Záhada a Záminka.

### Oriové
Nejvýznamnější hrozba ve vesmíru, Oriové, jsou povznesenými bytostmi, které užívají svých pokročilých vědomostí o vesmíru k tomu, aby nutili nižší bytosti uctívat je. V podstatě Oriové bývali Antikové, kteří se oddělili kvůli rozdílným pohledům na život. Oriové jsou náboženští, zatímco Antikové dávají přednost vědě. Oriové ovládají méně vyvinuté rasy k tomu, aby je uctívali, slibováním povznesení skrze smyšlené a prázdné náboženství nazvané Počátek. Toto náboženství uvádí, že Oriové stvořili lidstvo a jako takoví jsou hodni být uctíváni svými výtvory. Počátek také slibuje svým stoupencům, že po smrti budou povzneseni. Počátek byl navržen k tomu, aby soustřeďoval energii z lidských uctívačů k Oriům. Avšak Oriové nikdy nikomu nepomůžou se povznést, protože by pak museli sdílet sílu, kterou vysají ze svých uctívačů. Jejich konečným cílem je úplné zničení povznesených Antiků, které nazývají "Ostatní". Všechno jejich úsilí, zahrnující jejich technologie, slouží jen k shromažďování uctívačů. Jako povznesené bytosti, Oriové nezasahují přímo ve smrtelné úrovni existence. Místo toho používají lidi nazývané Převorové, které uměle vytvořili tak, že jsou jen jeden krok od povznesení, a to jim dává nadpřirozené schopnosti.

### Unasové
Unasové (v překladu znamená první) byli původními hostiteli používanými Goa'uldy na jejich domovské planetě P3X-888. Poprvé se objevili v epizodě Thórovo kladivo. Unasové jsou humanoidní rasou. Mají velkou fyzickou sílu a byli využíváni pro fyzicku práci jak Goa'uldy, tak lidmi. Jejich síla je ještě větší, když jsou hostiteli goa'uldů a symbiont je schopný léčit jejich vážná zranění.
Unasové mají kmenovou společnost a žijí v úzce spjaté komunitě, která má vlastní teritoria. Každý kmen je veden dominantním samcem. Mají omezené nástroje na úrovni doby kamenné, ale jsou kulturně více sofistikovaní, než je na první pohled patrné. Mají pevně ustanovené zásady chování a čest. Jeden z nejcennějších majetků Unase je náhrdelník tvořený z kostí, který zabraňuje goa'uldským symbiontům vniknout do jejich krku. Unasové mají vlastní jazyk, který se mezi jednotlivými planetami liší, ale dialekty jsou natolik blízké, že si vzájemně rozumějí. V epizodě První hostitelé se Danielu Jacksonovi podařilo rozluštit jazyk Unasů a spřátelit se s mladým Unasem jménem Chaka.

### Ostatní rasy
- A't'trr mikroskopičtí mimozemšťané živící se energií.[11]
- Cerakýni Mimozemská rasa, která se integrovala s jinou lidskou rasou, když ji osvobodila od Goa'uldského útlaku na planetě Hebridan. Obě integrované civilizace jsou označovány jako Hebriďané.[12]
- Duchové Vysoce technicky vyspělá mimozemská rasa, jejichž příslušníci se zjevují obyvatelům planety PXY-887 v podobě zvířat.[13]
- Gadmeerové technologicky vyspělá mimozemská rasa z epizody Spálená země.
- Re'tu Neviditelní nehumanoidní mimozemšťané kteří vedou válku s Goa'uldy eliminací lidí jako jejich potenciáních hostitelů.[14]

## Místa

### Dakara
Dakara je planeta, kde se Antikové poprvé vylodili v Mléčné dráze po útěku z galaxie Alteran. Na Dakaře Antikové postavili výkonné zařízení, které je schopné zničit stávající život v galaxii, nebo jej vytvářet tam, kde předtím nebyl.

### Galaxie Pegasus
V galaxii Pegasus se odehrává většina děje seriálu Hvězdná brána: Atlantida.

### Atlantida
Atlantida je Antické město, které je vybaveno mezigalaktickým hyperpohonem, které slouží jako základna pro operace hlavních postav seriálu Hvězdná brána: Atlantida, ze které členové expedice zkoumají další planety pomocí hvězdné brány.

## Povznesení
Povznesení (anglicky: Ascension) je proces, během něhož se může dostatečně vyvinutá vnímající bytost zbavit fyzického těla a žít jako čistá forma energie na vyšší úrovni bytí s velkou silou a potenciálem lepšího pochopení vesmíru než osoba s fyzickým tělem. Jedná se o mentální a spirituální osvícení, které se odehrává jako přímý důsledek evoluce v kombinaci s nabytím určité úrovně moudrosti a sebepoznání.
Koncept byl poprvé uveden ve třetí řadě seriálu, ale později se stal jedním z ústředních motivů série, hlavně v Stargate Atlantis. Je základem dualistických, morálních a spirituálních témat v obou seriálech, opakující se filozofické téma, které je neobvyklé mezi mainstreamovými populárními science-fiction své doby.
Jedním z hlavních motivů Stargate je vysvětlení jevů a náboženství skutečného světa pomocí fiktivních událostí minulosti. Podle seriálu před tisící lety mimozemská rasa Antiků jako první zkoumala povznesení a následně ho uskutečnila. Učení, které Antikové zanechali, vedlo ke vzniku buddhismu na Zemi. Následkem jejich činů jsou taky zmínky o Nanebevzatých mistrech (Ascended masters).

## Fakta ze seriálu
- Egyptské pyramidy jsou starší než egyptská civilizace, Egypťané je jen využívali.[zdroj⁠?!]
- Existuje příliš velké množství informací o bozích starověku na to, aby neexistovali.[zdroj⁠?!]
- Hvězdná brána vytváří červí díru, což je hypotetický vesmírný jev, který byl v SGC také využit.
- Existuje mimozemský kov naquahdah, je prvek, ze kterého je hvězdná brána vyrobena. Naquahdah je supravodič, který dokáže absorbovat mnoho druhů energií. Pokud je však energií přesycen, červí díra (pokud je vytvořena) se zhroutí a exploduje se silou mnohonásobně převyšující pozemské jaderné bomby (při stejné hmotnosti jako účinná složka bomby).

## Program Hvězdné brány

### NID a Společnost
NID je americká výzvědná služba, která se objevuje v seriálech Hvězdná brána a Hvězdná brána: Atlantida. Zkratka NID znamená podle Stargate SG-1 Roleplaying Game National Intelligence Department (česky: Národní zpravodajské oddělení), ale oficiálně to nebylo nikdy potvrzeno.
Oficiální povinností NID je provádět dohled nad přísně tajnými vojenskými projekty. Jedním z neoficiálních cílů je však také získávání mimozemských technologií.
Členové NID
- Malcolm Barrett
- Richard Woolsey
- Frank Simmons
- Harry Maybourne
- Senátor Kinsey

NID iniciovala krádež druhé hvězdné brány z oblasti 51 a pod dohledem plukovníka Maybourna byla založena základna na jiné planetě. Odsud byly vysílány týmy které kradly na jiných planetách vyspělejší technologie, a poté je posílaly zpět na Zemi prostřednictvím svých lidí v SG týmech. Toto spiknutí bylo později odhaleno SGC, a když se nad základnou objevila asgardská loď, agenti byli nuceni se evakuovat se na Zemi a dobrovolně se tak nechat zatknout.
Později se několik odpadlých agentů spolčilo v teroristické organizaci Trust (Společnost), která pokračovala v cílech podobných cílům NID.
 Společnost je fiktivní organizace ve světě Hvězdná brána. Je tvořená odštěpy NID. Je to spolek několika vlivných podnikatelů, kteří jsou o aktivitách SGC informováni zběhlými agenty z NID.
Jejich cílem bylo původně aplikovat mimozemské technologie do svých produktů, aby si tak zvýšili zisky. Po vyhrocení situace mezi SGC a Goa'uldy se Společnost rozhodla využít svých kontaktů a prostředků k tomu, aby se pokusila Goa'uldy za jakoukoliv cenu zlikvidovat. Neváhali kvůli tomu vydírat politiky i členy SGC, infiltrovali oblast 51 a základnu SGC, aby se zmocnili brány a Al-keshe. Toho využili k plošnému chemickému útoku na Goa'uldy. SGC se pokusila je pochytat, ale je možné, že někteří členové se stali obětí Goa'uldů, což potvrzuje přítomnost Athény na Zemi.